# دهستان جنت‌مکان
شهر جنت‌مکان نام شهر در بخش مرکزی شهرستان گتوند، استان خوزستان در ایران است. براساس سرشماری مرکز آمار ایران در سال ۱۳۸۵، جمعیت آن ۱۶۰۲۹ نفر (۲۹۹۹ خانوار) بوده‌است.